# Veere (Estland)
Veere is een plaats in de Estlandse gemeente Saaremaa, provincie Saaremaa. De plaats heeft de status van dorp (Estisch: küla)  en telt 34 inwoners (2021).
De plaats viel tot in oktober 2017 onder de gemeente Pöide. In die maand werd Pöide bij de gemeente Saaremaa gevoegd, een fusiegemeente van de twaalf gemeenten op het eiland Saaremaa. In de voormalige gemeente Kihelkonna lag ook een dorp Veere. Dat werd toen herdoopt in Veeremäe.

## Geschiedenis
Veere werd voor het eerst genoemd in 1645 onder de naam Werell als nederzetting op het landgoed van Oti. In 1977 werd Veere bij het dorp Tornimäe gevoegd. In 1997 werd het weer een apart dorp.